# Peter Cousins
Peter Cousins [Pítr Khazns], (* 3. březen 1981 Harlow, Spojené království) je reprezentant Spojeného království v judu.

## Sportovní kariéra
Společně se svým dvojčetem Thomasem patřil k velkým nadějím britského juda. V roce 2000 získali oba bratři zlatou medaili na mistrovství Evropy juniorů. V seniorském věku se však dlouho do reprezentace nedokázali prosadit. Peter se nakonec chytil v polotěžké váze kam přešel v roce 2005 z váhy střední. Úspěchy na sebe dlouho nedaly čekat. Vše měl korunovat medailí na olympijských hrách v Pekingu v roce 2008. Neměl však štěstí, po vyrovnaném boji podlehl v prvním kole Gruzínci Žoržolianimu.
V roce 2010 se nedokázal poprat se změnami pravidel. Vrátil se až s vidinou účasti na domácích olympijských hrách v Londýně. Na hry však nebyl nominován.

## Výsledky
| Turnaj             | 1997 | 1998 | 1999 | 2000 | 2001 | 2002 | 2003 | 2004 | 2005 | 2006 | 2007 | 2008 | 2009 |
| ------------------ | ---- | ---- | ---- | ---- | ---- | ---- | ---- | ---- | ---- | ---- | ---- | ---- | ---- |
| Olympijské hry     | -    | -    | -    | dns  | -    | -    | -    | dns  | -    | -    | -    | úč.  | -    |
| Mistrovství světa  | dns  | -    | dns  | -    | dns  | -    | dns  | -    | úč.  | -    | 2.   | -    | úč.  |
| Mistrovství Evropy | dns  | dns  | dns  | dns  | dns  | dns  | úč.  | dns  | dns  | 3.   | úč   | 5.   | dns  |
| MS juniorů         | -    | 5.   | -    | 2.   | -    | -    | -    | -    | -    | -    | -    | -    | -    |
| ME juniorů         | úč.  | úč.  | 3.   | 1.   | -    | -    | -    | -    | -    | -    | -    | -    | -    |